# 清水哲也 (実業家)
清水 哲也（しみず てつや、1962年11月7日 - ）は、日本の実業家。大同特殊鋼代表取締役社長。名古屋市出身。

## 来歴
1985年に名古屋大学工学部金属鉄鋼学科卒業後、大同特殊鋼株式会社に入社。2008年に研究開発本部特殊鋼研究所先進材料研究部長。2010年に研究開発本部特殊鋼研究所長。2014年に鍛造製品本部マテリアルソリューション部長。2016年に執行役員マテリアルソリューション部長。2017年に執行役員技術開発研究所長。2019年に執行役員経営企画部長。2020年に常務執行役員経営企画部長。2020年に取締役常務執行役員経営企画部長。2021年に取締役常務執行役員機能製品事業部長。2022年に代表取締役副社長執行役員機能製品事業部長兼東京本社長。2023年に代表取締役社長、特殊鋼倶楽部会長。